# Сириняно
Сириня̀но (на италиански: Sirignano) е малко градче и община в Южна Италия, провинция Авелино, регион Кампания. Разположено е на 270 m надморска височина. Населението на общината е 3028 души (към 2010 г.).